# تشارلز ميرتون
تشارلز ميرتون (بالإنجليزية: Charles Merton)‏ هو مدرس وفلاح نيوزيلندي، ولد في 1821، وتوفي في 31 ديسمبر 1885.